# Kenichi Yamamoto
Kenichi Yamamoto (山本 喧一 Yamamoto Kenichi?) (Osaka, 11 de julio de 1976) es un artista marcial mixto y luchador profesional japonés, principalmente conocido por su trabajo en Union of Wrestling Forces International.
Durante su estancia en Fighting Network RINGS, PRIDE Fighting Championships y Pancrase, Yamamoto se ha enfrentado a varios de los mayores luchadores de artes marciales mixtas de su época, como Genki Sudo, Kevin Randleman y Pat Miletich. Actualmente, Yamamoto trabaja como directivo en Apache Pro Wrestling, así como de instructor en el gimnasio de artes marciales fundado por él, Power of Dream.

## Carrera
Tras una infancia difícil, Kenichi decidió que quería ser luchador profesional tras leer durante la escuela secundaria la biografía de Akira Maeda, Power of Dream, por lo que empezó a entrenar en kárate.

### Union of Wrestling Forces International (1994-1996)
Yamamoto comenzó en 1994 su carrera en Union of Wrestling Forces International (UWF-i), la empresa de shoot wrestling más grande de Japón. Tuvo su debut el 14 de octubre, siendo derrotado por Kazushi Sakuraba. A partir de ello continuó compitiendo, contando con pocas victorias en su haber; no fue hasta un año más tarde que no consiguió la primera, ante James Stone. El mismo año, UWF-i celebró varios programas conjuntos con New Japan Pro Wrestling, y durante este período, Yoji Anjo reclutó a Yamamoto y a Yoshihiro Takayama para formar el stable Golden Cups, que se opondría a los luchadores de NJPW. Así mismo, Kenichi compitió individualmentecontra Shinjiro Otani y Yuji Nagata, entre otros. Acabado el acuerdo entre las dos compañías, Golden Cups pasaría a ser la principal entidad heel de UWF-i, hasta su cierre en 1996.

### Kingdom (1997-1998)
Tras la caída de UWF-i, Yamamoto y gran parte del plantel de la antigua empresa se desplazaron a Kingdom, una promoción creada para sustituir a UWFi. Kenichi permaneció allí hasta que en enero de 1998 Kingdom cerró, y Yamamoto se desplazó a Fighting Network RINGS, la empresa de Akira Maeda.

### HUSTLE (2008)
El 24 de mayo de 2008, Yamamoto hizo una aparición especial en HUSTLE para revivir Golden Cups al lado de Commander An Jo.

## En lucha
- Movimientos finales
  - Captured[3] (Bridging capture suplex)
  - Kneebar[2]

- Movimientos de firma
  - Ankle lock[4]
  - Cross armbar[4]
  - Front kick[4]
  - Múltiples stiff roundhouse kicks a las piernas del oponente[4]
  - Release German suplex[4]
  - Sleeper hold con bodyscissors[5]

## Campeonatos y logros

### Artes marciales mixtas
- Ultimate Fighting Championship
  - UFC 23 Middleweight Tournament (1999)

### Lucha libre profesional
- Wrestle Association R
  - WAR World Six-Man Tag Team Championship (1 vez) - con Yoji Anjo & Yoshihiro Takayama

## Récord en artes marciales mixtas
| Resultado | Récord | Oponente             | Método                      | Evento                                         | Fecha                    | Ronda | Tiempo | Localización                                |
| --------- | ------ | -------------------- | --------------------------- | ---------------------------------------------- | ------------------------ | ----- | ------ | ------------------------------------------- |
| Derrota   | 5-18-2 | Keiichiro Yamamiya   | Decisión (unánime)          | Grabaka Live 2                                 | 27 de octubre de 2012    | 2     | 5:00   | Tokio, Japón                                |
| Derrota   | 5-17-2 | Sanae Kikuta         | TKO (puñetazos)             | Grabaka Live: 1st Cage Attack                  | 15 de octubre de 2011    | 1     | 2:18   | Tokio, Japón                                |
| Derrota   | 5-16-2 | Diego Lionel Vitosky | TKO (parada del esquinero)  | MARS: Bodog Fight                              | 4 de octubre de 2006     | 2     | 4:34   | Tokio, Japón                                |
| Derrota   | 5-15-2 | Kaream Ellington     | TKO (puñetazos)             | Mix FC: USA vs. Russia 3                       | 3 de junio de 2006       | 1     | 4:51   | Atlantic City, Nueva Jersey, Estados Unidos |
| Victoria  | 5-14-2 | German Reyes         | KO (patada alta)            | Ryukyu Fight Night 2                           | 13 de noviembre de 2005  | 2     | 2:20   | Okinawa, Japón                              |
| Derrota   | 4-14-2 | Ikuhisa Minowa       | TKO (puñetazos)             | PRIDE Bushido 4                                | 19 de julio de 2004      | 1     | 3:23   | Nagoya, Japón                               |
| Derrota   | 4-13-2 | Alexander Otsuka     | Decisión (unánime)          | PRIDE 25                                       | 16 de marzo de 2003      | 3     | 5:00   | Yokohama, Kanagawa, Japón                   |
| Derrota   | 4-12-2 | Kevin Randleman      | TKO (rodillazos)            | PRIDE 23                                       | 24 de noviembre de 2002  | 3     | 1:16   | Tokio, Japón                                |
| Derrota   | 4-11-2 | Genki Sudo           | Sumisión (rear naked choke) | RINGS World Title Series 5                     | 21 de diciembre de 2001  | 2     | 1:46   | Yokohama, Kanagawa, Japón                   |
| Empate    | 4-10-2 | Akira Yasumura       | Empate                      | Club Fight Nagoya                              | 4 de marzo de 2001       | 1     | 10:00  | Nagoya, Japón                               |
| Empate    | 4-10-1 | Kenji Akiyama        | Empate                      | Club Fight Osaka                               | 27 de enero de 2001      | 1     | 10:00  | Osaka, Japón                                |
| Derrota   | 4-10   | Pat Miletich         | Sumisión (guillotine choke) | UFC 29                                         | 16 de diciembre de 2000  | 2     | 1:58   | Tokio, Japón                                |
| Victoria  | 4-9    | Tatsuya Kurahashi    | KO (puñetazos)              | Club Fight Round 1                             | 12 de noviembre de 2000  | 1     | 8:00   | Tokio, Japón                                |
| Victoria  | 3-9    | Katsuhisa Fujii      | Sumisión (kneebar)          | UFC 23                                         | 19 de noviembre de 1999  | 1     | 4:15   | Tokio, Japón                                |
| Victoria  | 2-9    | Daiju Takase         | Decisión (unánime)          | UFC 23                                         | 19 de noviembre de 1999  | 3     | 5:00   | Tokio, Japón                                |
| Derrota   | 1-9    | Willie Peters        | TKO (rodillazos)            | RINGS World Mega Battle Tournament Grand Final | 23 de enero de 1999      | 1     | 13:45  | Tokio, Japón                                |
| Derrota   | 1-8    | Kiyoshi Tamura       | TKO (puñetazos)             | RINGS World Mega Battle Tournament Semi Final  | 23 de diciembre de 1998  | 2     | 1:26   | Tokio, Japón                                |
| Derrota   | 1-7    | Lee Hasdell          | KO (puñetazos)              | RINGS Sixth Fighting Integration               | 21 de septiembre de 1998 | 2     | 10:56  | Tokio, Japón                                |
| Derrota   | 1-6    | Wataru Sakata        | Decisión (unánime)          | RINGS Fifth Fighting Integration               | 28 de agosto de 1998     | 3     | 20:00  | Tokio, Japón                                |
| Derrota   | 1-5    | Volk Han             | Sumisión (ankle lock)       | RINGS Captured Akira Maeda Last Match          | 20 de julio de 1998      | 1     | 8:24   | Tokio, Japón                                |
| Derrota   | 1-4    | Masayuki Naruse      | Sumisión (cross armbar)     | RINGS Fourth Fighting Integration              | 27 de junio de 1998      | 1     | 11:07  | Tokio, Japón                                |
| Derrota   | 1-3    | Tsuyoshi Kohsaka     | Sumisión (kneebar)          | RINGS Battle Genesis Vol.4                     | 20 de junio de 1998      | 1     | 9:15   | Tokio, Japón                                |
| Derrota   | 1-2    | Chris Haseman        | Sumisión (cross armbar)     | RINGS Australia Who Needs Rules Fight Night    | 7 de junio de 1998       | 1     | 5:35   | Tokio, Japón                                |
| Victoria  | 1-1    | Chris Haseman        | Sumisión (cross armbar)     | RINGS Third Fighting Integration               | 29 de mayo de 1998       | 1     | 12:39  | Tokio, Japón                                |
| Derrota   | 0-1    | Valentijn Overeem    | TKO (rodillazo)             | RINGS First Fighting Integration               | 28 de marzo de 1998      | 1     | 6:39   | Tokio, Japón                                |